# ماكيلزفيلد (دائرة انتخابية في المملكة المتحدة)
ماكيلزفيلد (بالإنجليزية: Macclesfield)‏ هي إحدى الدوائر الانتخابية في المملكة المتحدة الممثلة في مجلس العموم في برلمان المملكة المتحدة.
عضو البرلمان الذي يمثلها حالياً هو :Sir Nicholas Winterton (Con).